# Rennepont
Rennepont ist eine französische Gemeinde mit 119 Einwohnern (Stand 1. Januar 2022) im Département Haute-Marne in der Region Haute-Marne. Sie gehört zum Kanton Châteauvillain und zum Arrondissement Chaumont. Die Bewohner werden Rennepontais und Rennepontaises genannt.

## Lage
Die Gemeinde liegt an der Einmündung des Flusses Renne in den Aujon. Sie ist umgeben von folgenden Nachbargemeinden:
| Bayel               | Colombey les Deux Églises                   |            |
|                     | Kompassrose, die auf Nachbargemeinden zeigt | Montheries |
| Longchamp-sur-Aujon | Maranville                                  |            |

## Bevölkerungsentwicklung

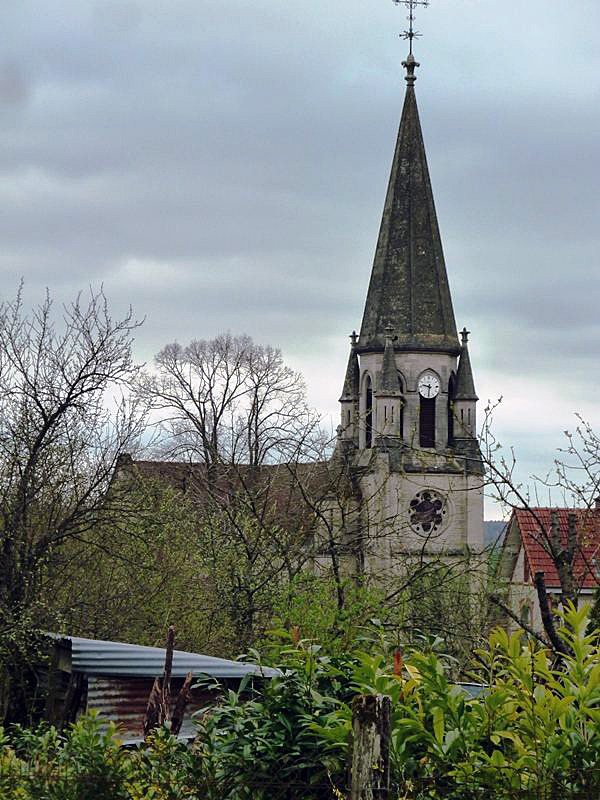
Kirche Saint-Maurice

| Jahr      | 1962 | 1968 | 1975 | 1982 | 1990 | 1999 | 2008 | 2018 |
| --------- | ---- | ---- | ---- | ---- | ---- | ---- | ---- | ---- |
| Einwohner | 175  | 185  | 186  | 197  | 184  | 190  | 180  | 133  |